# H&M
H&M (viết tắt từ Hennes & Mauritz) là một công ty bán lẻ thời trang đa quốc gia của Thụy Điển, nổi tiếng với các mặt hàng thời trang giá rẻ. H&M và các nhãn hiệu trực thuộc hiện đang hoạt động tại 74 quốc gia và vùng lãnh thổ với khoảng hơn 5,000 cửa hàng, tuyển dụng hơn 126,000 nhân viên trong năm 2019. Đây là nhà bán lẻ thời trang lớn thứ 2 trên thế giới, chỉ sau Inditex của Tây Ban Nha (công ty mẹ của Zara). Công ty xây dựng mạng lưới kinh doanh trực tuyến lớn mạnh với hệ thống các cửa hàng trực tuyến tại 33 quốc gia, COS ở 19 quốc gia, Monki và Weekday tại 18 quốc gia, & Other Stories ở 13 quốc gia, Cheap Monday ở 5 quốc gia.

## Lịch sử

### 1947 - 1959
Năm 1946, doanh nhân 30 tuổi người Thụy Điển, Erling Persson, đi du lịch qua Mỹ. Tại thành phố New York, ông đã nảy ra ý tưởng mới về kinh doanh thời trang nữ. Năm sau đó, Persson mở một cửa hàng thời trang nữ ở Västerås, Thụy Điển. Ông đặt tên là Hennes, trong tiếng Thụy Điển có nghĩa là "của cô ấy". Logo Hennes do chính ông thiết kế.
Cửa hàng đầu tiên ở thủ đô Stockholm, Thụy Điển, mở cửa vào năm 1952. Cửa hàng thứ hai ở Stockholm mở cửa vào năm 1954 đã tạo ra một cơn sốt đưa danh tiếng của công ty tới đỉnh cao. Cùng năm đó, quảng cáo của Hennes chiếm trọn một trang trong nhật báo lớn nhất của Thụy Điển.
Những năm 1950 khép lại với việc khai trương cửa hàng cao cấp trong tòa nhà chọc trời đầu tiên trong 5 tòa ở Hötorget.

### 1960 - 1979
Năm 1968, Hennes mua lại công ty bán lẻ trang thiết bị đánh cá và săn bắn Mauritz Widforss ở Stockholm và đổi tên thành Hennes & Mauritz. Đây là sự khởi đầu của việc cung cấp quần áo nam và quần áo trẻ em, đánh dấu việc H&M cung cấp thời trang cho cả gia đình.
Năm 1969, Hennes & Mauritz có 42 cửa hàng. Trong những thập kỷ này, H&M bắt đầu thâm nhập thị trường quốc tế. Na Uy là nước đầu tiên, tiếp theo là Đan Mạch, Vương quốc Anh và Thụy Sĩ. Năm 1973, H&M bắt đầu bán đồ lót. Cùng năm đó, thành viên của ABBA, Anni-Frid Lyngstad, trở thành "siêu mẫu" đầu tiên chụp ảnh cho công ty.
Tốc độ tăng trưởng ngày càng tăng với năm hoặc sáu cửa hàng mới mở cửa hàng năm.
Năm 1974, Hennes & Mauritz được niêm yết trên Sở Giao dịch Chứng khoán Stockholm. Trong cùng năm đó, các cửa hiệu được đổi tên lại bằng chữ viết tắt "H&M". Vào cuối những năm 1970, thanh thiếu niên hiện đại có phiên bản H&M riêng của họ khi khái niệm Impuls được đưa ra, lấy cảm hứng từ các cửa hàng denim của Mỹ.

### 1980-1999
Trong những năm 1980, nền tảng được đặt cho việc mở rộng toàn cầu. Nhiều cửa hàng mới khai trương, trong đó có các cửa hàng H&M đầu tiên ở Đức và Hà Lan. Rất lâu trước khi thuật ngữ thương mại điện tử được sinh ra, để giao sản phẩm tới địa chỉ của khách, H&M mua lại công ty thư tín Thụy Điển Rowells năm 1980.
Năm 1982 - 35 năm sau khi khởi nghiệp tại Västerås, Thụy Điển, công ty đã chào đón giám đốc điều hành thứ hai, khi Erling Persson nhường vị trí cho con trai Stefan Persson.
Vào những năm 1990, quảng cáo qua báo chí truyền thống phần lớn được thay thế bởi các bảng quảng cáo lớn. Lựa chọn người mẫu thể hiện rằng H&M đã trở thành một thương hiệu quốc tế thực sự. Các siêu mẫu được cùng với các diễn viên và nghệ sĩ nổi tiếng mặc trang phục H&M. Các chiến dịch đồ lót nổi tiếng vào Giáng sinh hàng năm được ra mắt vào năm 1990, với hình tượng siêu mẫu Elle Macpherson. Các chiến dịch này đã thu hút rất nhiều sự quan tâm của giới truyền thông. Trong suốt thập niên 90, các siêu mẫu "The Big Six" - Elle Macpherson, Cindy Crawford, Naomi Campbell, Claudia Schiffer, Christy Turlington và Linda Evangelista - lần lượt được mời tham gia chiến dịch của H&M.
Năm 1998, H&M bắt đầu kinh doanh trực tuyến ở Thụy Điển.

### 2000 - 2009
Năm 2000, cửa hàng cao cấp của H&M khai trương tại đại lộ Fifth Avenue ở New York, khởi động việc mở rộng thị trường bên ngoài Châu Âu. Đặc biệt, H&M tiếp tục mở rộng về phương Đông, với những cửa hàng đầu tiên ở Thượng Hải và Hồng Kông vào năm 2007.
Năm 2007, để đánh dấu 60 năm Hennes mở cửa, thương hiệu COS ra đời với cửa hàng đầu tiên ở London, Anh. Sau đó, các thương hiệu Weekday, Monki và Cheap Monday gia nhập gia đình H&M thông qua việc mua lại FaBric Scandinavien AB. Năm 2009, thương hiệu đồ nội thất H&M Home được ra mắt.
Năm 2000, Rolf Eriksen được bổ nhiệm làm Giám đốc điều hành, cho đến năm 2009 thì được thay thế bởi Karl-Johan Persson.

### Thập kỷ 2010
Năm 2010, H&M lần đầu tiên ra mắt bộ sưu tập thời trang được làm từ nguyên liệu thân thiện với môi trường. Năm 2013, thương hiệu & Other Stories ra mắt. Đây là một nhãn hiệu độc lập được tạo ra bởi nhóm H&M với các phòng thiết kế ở Paris và Stockholm.
Năm 2014, H&M tung ra thị trường thời trang thể thao sử dụng các loại vải chức năng cho cả gia đình. Cùng năm đó, ý tưởng giày của H&M được mở rộng và cập nhật. Năm 2015, công ty giới thiệu nhãn hàng H&M Beauty tập trung vào các sản phẩm trang điểm, chăm sóc cơ thể và tạo mẫu tóc với thiết kế đặc biệt. Năm 2017, công ty tiếp tục ra mắt thương hiệu ARKET, lấy cảm hứng từ thiết kế truyền thống mang tính ứng dụng cao của Bắc Âu. Cửa hàng đầu tiên mở cửa trên Phố Regent ở Luân Đôn, cũng như trực tuyến trên 18 thị trường ở châu Âu.

## Quảng bá và hợp tác
Bắt đầu từ bộ sưu tập chung với nhà thiết kế Karl Lagerfeld tháng 11 năm 2005, hằng năm H&M đều cộng tác với một nhà mốt tên tuổi để ra mắt một bộ sưu tập đặc biệt. Những bộ sưu tập này được sản xuất giới hạn và chỉ bày bán tại một số cửa hàng chọn lọc. Do vậy, các sản phẩm thường cháy hàng trong thời gian ngắn. Thậm chí chúng còn được một số tay buôn còn bán lại với giá cao hơn nhiều so với giá ban đầu.
| Năm  | Nhà thiết kế           | Ghi chú |
| ---- | ---------------------- | --- |
| 2005 | Karl Lagerfeld         | Bộ sưu tập hợp tác đầu tiên, nhiều món đã cháy hàng chỉ trong giờ đầu mở bán |
| 2006 | Stella McCartney       | Mùa xuân/hè |
| 2006 | Victor & Roft          | Mùa thu/đông |
| 2007 | Roberto Cavalli        | |
| 2008 | Marimekko              | Mùa xuân/hè |
| 2008 | Comme des Garçons      | Mùa thu/đông |
| 2009 | Matthew Williamson     | Mùa xuân/hè. Đây là lần đầu tiên Matthew Williamson thiết kế quần áo cho nam giới. Một số mẫu đồ bơi cũng được giới thiệu trong bộ sưu tập.                                                                             |
| 2009 | Jimmy Choo             | Mùa thu/đông. Đây là lần đầu tiên Jimmy Choo thiết kế quần áo, bên cạnh các mẫu giày và túi xách đã quá nổi tiếng. |
| 2010 | Lanvin                 | |
| 2011 | Versace                | Versace cho phép H&M sử dụng thương hiệu nổi tiếng của mình nhưng không trực tiếp tham gia vào quá trình thiết kế. Bộ sưu tập được phát hành thành 2 đợt: đợt đầu vào tháng 11 năm 2011, đợt sau vào mùa xuân năm 2012. |
| 2012 | Marni                  | Ra mắt tháng 3 năm 2012. Đoạn phim quảng cáo cho bộ sưu tập này được đạo diễn bởi Sofia Coppola. |
| 2012 | Maison Martin Margiela | Đặc trưng với các thiết kế avant-garde, bộ sưu tập của Maison Martin Margiela gây tranh cãi khi bao gồm nhiều sản phẩm kỳ lạ.                                                                                           |
| 2013 | Isabel Marant          | Lần đầu tiên Isabel Marant thiết kế sản phẩm cho nam. Bộ sưu tập nhanh chóng cháy hàng trên toàn cầu và cả trang bán hàng trực tuyến.                                                                                   |
| 2014 | Alexander Wang         | Lần đầu tiên H&M cộng tác với một nhà thiết kế người Mỹ. Bộ sưu tập chủ yếu tập trung vào quần áo thể thao theo phong cách năng động.                                                                                   |
| 2015 | Balmain                | Nhà thiết kế Olivier Rousteing trực tiếp thông báo về bộ sưu tập trên trang Instagram của mình. Bộ sưu tập cháy hàng và gây nên cảnh chen lấn của người mua trên toàn cầu.                                              |
| 2016 | Kenzo                  | Bộ sưu tập gồm nhiều thiết kế với gam màu sặc sỡ. Rapper người Việt Nam Suboi cũng được mời tham gia chụp hình quảng cáo cho bộ sưu tập này.                                                                            |
| 2017 | Erdem                  | Đoạn phim quảng cáo được đạo diễn bởi Baz Luhrmann và sử dụng độc quyền ca khúc "Hypnotised" của ban nhạc Years & Years.                                                                                                |
| 2018 | Moschino               | Nhà thiết kế Jeremy Scott trực tiếp tham gia quảng bá. Bộ sưu tập gồm quần áo phụ kiện cho nam, nữ và thậm chí cả thú cưng.                                                                                             |

Bên cạnh các nhà mốt nổi tiếng, H&M cũng thường xuyên làm việc với các nghệ sĩ nổi tiếng để đưa phong cách của họ đến gần hơn với người mua. Năm 2007, H&M hợp tác với ca sỹ người Mỹ Madonna và ca sĩ người Úc Kylie Minogue, rồi sau đó là Lana Del Rey năm 2012. Một bộ sưu tập nhỏ bao gồm phụ kiện và trang sức được hợp tác thiết kế với biên tập của tạp chí Vogue Anna Dello Russo được giới thiệu năm 2012. Beyoncé, Zara Larsson, Naomi Campbell và cầu thủ bóng đá David Beckham cũng đã từng hợp tác với H&M.
Tháng Sáu năm 2007, H&M hợp tác với công ty trò chơi điện tử Maxis để đưa các thiết kế của mình vào tựa game The Sims 2 trong bản mở rộng H&M Fashion Stuff.

## Việt Nam
Việt Nam là thị trường thứ 68 trên toàn cầu và là thị trường thứ 4 ở khu vực Đông Nam Á của H&M. Cửa hàng đầu tiên tại Việt Nam khai trương ngày 9 tháng 9 năm 2017 tại Trung tâm thương mại Vincom Đồng Khởi (quận 1, Thành phố Hồ Chí Minh). Cửa hàng thứ 2 tại Việt Nam và đầu tiên tại thủ đô Hà Nội được đặt tại Trung Tâm thương mại Vincom Mega Mall Royal City (quận Thanh Xuân) khai trương ngày 11 tháng 11 năm 2017.
Không giống với các thương hiệu thời trang khác thường gia nhập thị trường bằng hình thức nhượng quyền, H&M thành lập công ty tại Việt Nam và hoạt động như một chi nhánh với đội ngũ quản lý, nhân sự riêng.
Các doanh nghiệp dệt may Việt Nam cũng đã sản xuất cho H&M từ năm 2011. Thương hiệu này đang làm việc với khoảng 30 nhà cung cấp với trên 40 nhà máy Việt Nam. Các nhà cung cấp ở Việt Nam cung ứng cho H&M sản phẩm chủ đạo như phụ kiện thời trang, giày dép, áo khoác, đồ len, dệt kim...

## Thương hiệu
| Thương hiệu               | Năm thành lập | Ghi chú | Ghi chú |
| ------------------------- | ------------- | --- | --- |
| H&M                       | 1947          | Ban đầu chỉ bán đồ nữ, sau khi sáp nhập với Mauritz Widforss thì bán cả đồ nam và đồ trẻ em. Hiện nay còn bán cả mỹ phẩm và đồ lót.                            | Ban đầu chỉ bán đồ nữ, sau khi sáp nhập với Mauritz Widforss thì bán cả đồ nam và đồ trẻ em. Hiện nay còn bán cả mỹ phẩm và đồ lót. |
| COS (Collection of Style) | 2007          | Thời trang nam, nữ phong cách cổ điển, đơn giản và sang trọng. Hiện có 197 cửa hàng ở 34 quốc gia, cũng như cửa hàng trực tuyến ở 19 quốc gia.                 | Thời trang nam, nữ phong cách cổ điển, đơn giản và sang trọng. Hiện có 197 cửa hàng ở 34 quốc gia, cũng như cửa hàng trực tuyến ở 19 quốc gia. |
| & Other Stories           | 2013          | Quần áo và phụ kiện dành cho nữ chất lượng cao ở nhiều phân khúc giá khác nhau. Hiện có 46 cửa hàng ở 12 quốc gia, cũng như cửa hàng trực tuyến ở 14 quốc gia. | Quần áo và phụ kiện dành cho nữ chất lượng cao ở nhiều phân khúc giá khác nhau. Hiện có 46 cửa hàng ở 12 quốc gia, cũng như cửa hàng trực tuyến ở 14 quốc gia. |
| ARKET                     | 2017          | Ngoài quần áo nam nữ với phong cách hiện đại, ARKET còn bán cả đồ nội thất và mỹ phẩm. Tại vài địa điểm, ARKET còn có quán cà phê trong cửa hàng của mình.     | Ngoài quần áo nam nữ với phong cách hiện đại, ARKET còn bán cả đồ nội thất và mỹ phẩm. Tại vài địa điểm, ARKET còn có quán cà phê trong cửa hàng của mình. |
| Cheap Monday              | 2004          | Thương hiệu ban đầu thuộc về FaBric Scandinavien AB. H&M mua 60% cổ phần của công ty năm 2008 và mua toàn bộ phần còn lại năm 2010.                            | Cheap Monday có logo hình đầu lâu nổi tiếng. Hiện chỉ có 1 cửa hàng ở Luân Đôn nhưng những sản phẩm của Cheap Monday cũng được bày bán thông qua các kênh bán lẻ khác cũng như trên trang bán hàng trực tuyến của hãng.                                                                             |
| Weekday                   | 2008          | Thương hiệu ban đầu thuộc về FaBric Scandinavien AB. H&M mua 60% cổ phần của công ty năm 2008 và mua toàn bộ phần còn lại năm 2010.                            | Weekday bán quần áo và phụ kiện nam nữ qua nhãn hàng riêng như MTWTFSS WEEKDAY và Weekday Collection, đồng thời cũng kinh doanh sản phẩm của các nhãn hàng khác. Cửa hàng Weekday có mặt tại 9 quốc gia và bán trực tuyến ở 18 thị trường.                                                          |
| Monki                     | 2008          | Thương hiệu ban đầu thuộc về FaBric Scandinavien AB. H&M mua 60% cổ phần của công ty năm 2008 và mua toàn bộ phần còn lại năm 2010.                            | Monki chủ yếu bán quần áo và phụ kiện cho phái nữ. Các sản phẩm của Monki có thiết kế khác biệt, thậm chí điên rồ và táo bạo. Nhãn hàng tin vào sứ mệnh của mình là chống lại sự bình thường và tôn vinh sự sáng tạo, cá tính. Monki có cửa hàng ở 13 quốc gia, hiện diện trực tuyến ở 18 quốc gia. |

## Bê bối

### Tái chế đồ cũ
Theo tờ Borsen, vào ngày 16/6, nhóm phóng viên đã giấu thiết bị theo dõi gắn chip vào 10 sản phẩm quần áo và bỏ vào thùng thu gom. Dữ liệu từ chip đã cho thấy rằng quần áo đã được đưa tới 3 cơ sở phân loại tại Đức, sau đó 3/10 sản phẩm đã theo tàu biển tới Benin.
Tờ Vasterbottens của Thụy Điển cho biết, từ đầu năm cho tới nay, những quần áo cũ của H&M đã được xuất khẩu sang châu Phi. Khi tới châu Phi thì một nửa số quần áo cũ đã bị vứt bỏ do nhiều nguyên nhân khác nhau.

## Hình ảnh
Cửa hàng của H&M
- Cửa hàng H&M ở Trung tâm thương mại Pavilions, Birmingham, Vương quốc Anh
- Cửa hàng hàng đầu tại châu Á của H&M tại Causeway Bay, Hồng Kông
- Cửa hàng H&M ở Trung tâm thương mại Costanera, Santiago, Chile
- Cửa hàng đầu tiên của H&M tại Úc, ở Melbourne
- Một mẫu váy in trong bộ sưu tập hợp tác giữa H&M với Maison Martin Margiela năm 2012
- Cửa hàng Monki ở Tsuen Wan Plaza, Hồng Kông